# Carlo Felice Bianchi Anderloni
Carlo Felice Bianchi "Cici" Anderloni, född 7 april 1916, död 7 augusti 2003 var en italiensk bildesigner.
Efter examen vid Politecnico di Milano började Anderloni arbeta för Carrozzeria Touring, som startats av fadern Felice Bianchi Anderloni. Hans första arbeten involverade karosser till bland annat Alfa Romeo 6C 2500 och Ferraris första landsvägsvagn 166 Inter.
Efter faderns död 1949 ledde Anderloni företaget fram till nedläggningen 1966. Därifrån gick han till Alfa Romeo där han senare blev chefsdesigner.